# Михаел Бен Давид
Михаел Бен Давид (хебр. מיכאל בן דוד; 26. јул 1996) је израелски певач који је представљао Израел на Песми Евровизије 2022. године. 

## Живот и каријера
Бен Давид је рођен 1996. године као други од шесторо браће и сестара, од оца грузијског Јеврејина и мајке, која је емигрирала у Израел из Кијева у Украјини.   Почео је да узима часове гласа и учи плес код израелског кореографа Оза Морага као млад. Такође је радио као певачки конобар у бару у Тел Авиву. Након што је одслужио обавезну војну службу, похађао је школу сценских уметности Беит Цви, која је дала велики број бивших израелских евровизијских уметника као што су Рита Фаруз, Шири Мајмон и Харел Скат, који су дипломирали 2020. године. Током школовања, играо је у представама и мјузиклима.

### Икс Фактор Израели Евровизија 2022
У октобру 2021. године, Михаел је био на аудицији за четврту сезону Икс Фактор Израел, која би се користила за одабир представника Израела за Песму Евровизије 2022. године. Након успешне аудиције, упарен је са победницом Евровизије и израелском поп звездом Нетом. Бен Давид је победио у финалу са својом песмом и представљао Израел на Песми Евровизије 2022. године. 

## Лични живот
Од 2022. године, Михаел Бен Давид је у вези са Рои Рамом, кога је упознао док је студирао у Беит Цви, три године. Пар је заједно глумио у бројним мјузиклима као што су Хиљаду и једна ноћ и Краљ Соломон и Шломо обућар, као и у фарси Кухиња.  Рам и даље ради у свету музичког позоришта, радећи на турнеји 2022. године на адаптацији Чудесног чаробњака из Оза Л. Франка Баума.